# 평창 섭동굴
평창 섭동굴(平昌 섭洞窟)은 대한민국 강원특별자치도 평창군 평창읍 주진리에 있는 천연동굴이다. 2009년 12월 15일 대한민국의 천연기념물 제510호로 지정되었다.

## 지정 사유
조선 누층군 정선 석회암층의 석회암 지층 광산개발 중 발견된 섭동굴은 지하수의 발달단계에 따라 3층 구조를 이루고 있으며, 각 층 별 동굴의 발달형태와 이에 따른 동굴생성물이 성장하는 과정을 단계별로 관찰할 수 있는 매우 학술적 가치가 높은 동굴이다.
동굴의 최상층은 동굴의 발달단계상 마지막 단계로 동굴수의 유입이 매우 적어 상대적으로 건조한 지역으로 석화와 곡석이 우세하게 자라고 있고, 중층은 간헐적으로 우기에 동굴수가 유입되는 지역으로 종유석, 석순, 석주 등이 분포하고 있으며, 최하층은 지하수가 흐르는 수로가 발달한 층으로 지하수의 유입 정도에 따라 종유석, 석순, 석주, 유석 커튼과 석화, 곡석, 동굴진주, 휴석 등 다양한 동굴생성물이 성장하고 있다.

## 공개 제한
- 공개제한 기간 : 관보 고시일부터 별도 제한조치 해제시까지
- 공개제한 지역 : 천연동굴 내부 전 지역
- 공개제한 사유 : 천연동굴의 보존 및 훼손 방지
- 공개제한 위반시 제재내용 : 문화재보호법 제43조제2항의 규정에 의한 문화재청장의 공개제한에 위반하여 문화재를 공개 하거나 동조 제5항의 규정에 의한 허가를 받지 아니하고 출입한 자는 2년 이하의 징역 또는 2천만원 이하의 벌금에 해당하는 처벌을 받음(문화재보호법 제113조 제9호)
- 공개제한의 예외 : 국가 및 당해 문화재관리단체가 긴급한 사유가 발생한 경우에는 출입할 수 있다.

## 같이 보기
- 조선 누층군 정선 석회암층
- 평창군의 지질
- 한국의 지질

## 참고 자료
- 평창 섭동굴 - 국가유산청 국가유산포털

틀:한국의 지질